# David Kazhdan
David Kazhdan (hebr. דוד קשדן; ur. 20 czerwca 1946 w Moskwie) – izraelski matematyk, laureat Nagrody Shawa w dziedzinie matematyki z 2020 roku. Specjalizuje się m.in. w teorii reprezentacji i kombinatoryce.

## Życiorys
Urodził się 20 czerwca 1946 w Moskwie jako Dmitry Aleksandrovich Kazhdan. Był wcześniakiem (urodził się dwa miesiące przed terminem) i nie było pewności czy przeżyje. Dorastał jako jedyne dziecko w ateistycznej rodzinie żydowskiej, oboje rodzice byli pracownikami naukowymi.
Kazhdan ukończył studia na Moskiewskim Uniwersytecie Państwowym w 1967 roku. Tam też dwa lata później uzyskał doktorat (jego promotorem był Alexandre Kirillov).
W latach 1969-1975 pracował na macierzystej uczelni, po czym wyemigrował do USA i związał się z Uniwersytetem Harvarda, gdzie pracował do 2002 (od tego czasu jest tam profesorem emerytowanym). W tym samym roku wyjechał do Izraela i został profesorem na Uniwersytecie Hebrajskim w Jerozolimie, gdzie obecnie jest profesorem emerytowanym.
Wypromował 12 doktorów, wśród których był laureat Medalu Fieldsa Władimir Wojewodski.

## Publikacje i osiągnięcia
Autor ponad 150 artykułów. Swoje prace publikował m.in. w „Selecta Mathematica”, „Geometric and Functional Analysis. GAFA”, „Israel Journal of Mathematics”, „Publications mathématiques de l'IHÉS”, „Duke Mathematical Journal”, „Journal für die Reine und Angewandte Mathematik” oraz najbardziej prestiżowych czasopismach matematycznych świata: „Annals of Mathematics”, „Journal of the American Mathematical Society" i „Inventiones Mathematicae”.
Nagrodę Shawa otrzymał razem z Alexandrem Beilinsonem za ich ogromny wpływ i głęboki wkład w teorię reprezentacji, a także w wiele innych dziedzin matematyki (m.in. geometrię arytmetyczną, K-teorię, konforemną teorię pola, teorię liczb, geometrię algebraiczną i teorię grup).
Kazhdan jest współtwórcą geometrycznej teorii reprezentacji. Wprowadził ważne pojęcia znane obecnie jako  wielomiany Kazhdana-Lusztiga i własność Kazhdana. Wspólnie z Margulisem udowodnił fundamentalną dla teorii grup dyskretnych hipotezę Selberga. Wniósł też istotny wkład do teorii nieskończenie wymiarowych algebr Liego, grup kwantowych, teorii reprezentacji algebr Heckego, programu Langlandsa, geometrii różniczkowej i teorii modeli.

## Wyróżnienia
Kazhdan otrzymał m.in.:
- 2020   Nagrodę Shawa w dziedzinie matematyki[2]
- 2016   EMET Prize(inne języki)[1]
- 2012   Nagrodę Izraela[8]

W latach 1970 i 1986 był prelegentem sekcyjnym, a w 2022 plenarnym na Międzynarodowym Kongresie Matematyków. W 2008 wygłosił też wykład plenarny na Europejskim Kongresie Matematyki.
Jest członkiem National Academy of Sciences (od 1990), Israel Academy of Sciences and Humanities (od 2006), Amerykańskiej Akademii Sztuk i Nauk (od 2008) i Academia Europaea (od 2020).